# ماگرهنگر
ماگرهنگر (به انگلیسی: Moggerhanger) یک روستا و محله مدنی در بریتانیا است که در بدفوردشر واقع شده‌است. ماگرهنگر ۶۳۶ نفر جمعیت دارد.